# الدوري السلوفيني لكرة القدم 1980–81
الدوري السلوفيني لكرة القدم 1980–81 هو موسم من الدوري السلوفيني لكرة القدم ‏. فاز فيه NK Šmartno ob Paki ‏.